# Жолио Кюри (станция метро)
Жолио-Кюри — станция Софийского метрополитена, открыта 8 мая 2009 года.

## Местоположение и вестибюли
Станция расположена на пересечении бульвара «Драган Цанков» и улицы «Фредерик Жолио Кюри», возле корпуса Интерпреда, недалеко от Посольства Российской Федерации в Республике Болгария.
Станция подземная, с боковыми платформами, имеет один центральный наземный вестибюль, который связан с подземными переходами на перекрёстке. Имеет также лифты для матерей с детьми и трудноподвижных граждан.
Метростанция обслуживает жилой район «Изток» (в переводе: «Восток») и прилегающий автовокзал.
Входной вестибюль и сама станция облицованы гранитными плитами и потолками типа Hunter Douglas.
В оформлении станции использованы пёстрые цветы. Платформы покрыты цветными гранитными плитами, а на стенах панно из красной мозаики на белом фоне, сами стены голубого цвета. Потолки типа Hunter Douglas с интересными волнистыми формами.
Станция подземная, мелкого заложения. Длина платформы 102 м.

## Фотогалерея

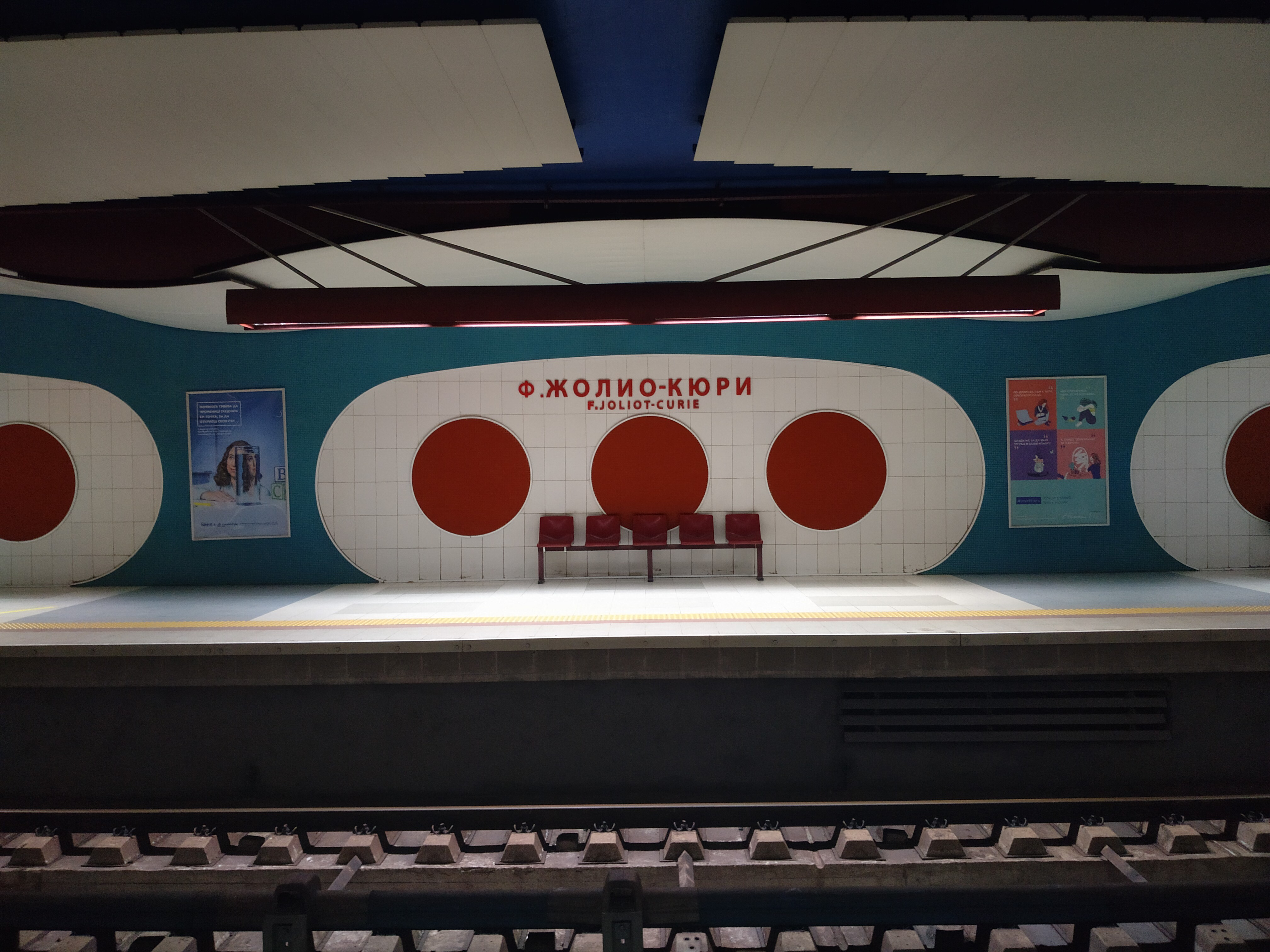
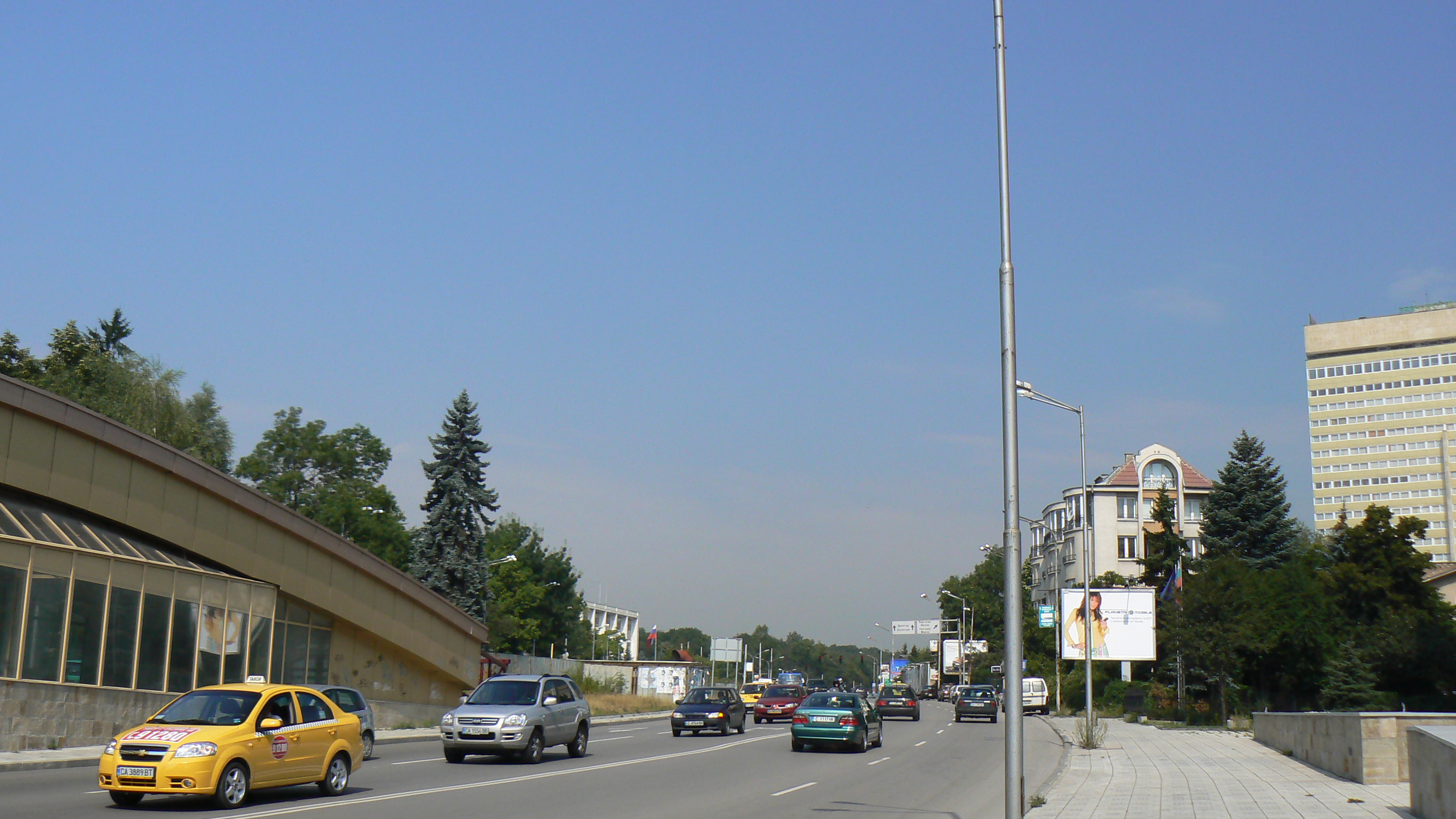